# Podgorač
Podgorač es un municipio de Croacia en el condado de Osijek-Baranya.

## Geografía
Se encuentra a una altitud de 118 m s. n. m. a 258 km de la capital nacional, Zagreb.

## Demografía
En el censo 2011 el total de población del municipio fue de 2 877 habitantes, distribuidos en las siguientes localidades:
- Bijela Loza - 147
- Budimci - 670
- Kelešinka - 57
- Kršinci - 126
- Ostrošinci - 95
- Podgorač - 866
- Poganovci - 235
- Razbojište - 283
- Stipanovci - 398

| Gráfica de población de Podgorač 1857-2011                          |
|                                                                     |
| Según los censos de población de la oficina estadística de Croacia. |